# Доморовце
Доморовце (алб. Domaroc) је насеље у општини Косовска Каменица на Косову и Метохији. По законима самопроглашене Републике Косово насеље се налази у саставу општине Ранилуг. Атар насеља се налази на територији катастарске општине Доморовце површине 1020 ha. Село Доморовце се налази на 17 километара од Бујановца. Према чланку у листу Данас, из 2009, у селу има 120 кућа али само 50 кућа су насељене.

## Историја
У месту је почетком 20. века постојала сиромашна православна црква, при којој је служио парох, поп Ђорђе Поповић. Захваљујући бившем учитељу доморовском Стојану Дајићу, госпође из Одбора "Књегиње Љубице" су 1906. године послале месном храму црквене утвари и сасуди, те свештеничку опрему са епитрахиљем и требником.

## Порекло становништва по родовима
Досељеници нису затекли село. Село је основано око 1780. године.
Подаци из 1929
- Илићовци (40 k., Св. Врачи), најстарији род у селу. Досељени из Пољанице око 1780. године бежећи испред Арбанаса, који су се населили поред њих.
- Булаћ (1 k., Св. Илија), из истог узорка досељени из Пољанице одмах за Илићовцима.
- Мајсторовићи (8 k.) и Карапетровци (1 k.), славе Св. Враче, досељени исто тако за родом Булаћ.
- Ђоринци (4 k., Св. Врачи), досељени из Пољанице после Мајсторовића.
- Панчинци (6 k., Св. Врачи). Из Пољанице исељени још са првим родовима, али у Доморовце досељени после Ђоринаца, јер су се задрзали у Карачеву.
- Станишловци (4 k., Св. Никола), досељени после Мајсторовића, али не знају одакле.
- Славковићи (3 k., Св. Петка), досељени око 1810. године из Нерова у Северној Србији.
- Миликинци (1 k., Св. Ђорђе), досељени из латинских села око Летнице од крви око 1810. године.
- Рајковићи (3 k., Св. Ђорђе), досељени за Милкинцима из Сиринићке Жупе, због крви.
- Туфџинци (2 k., Св. Андрија и Св. Никола), пресељени из Доброчана око 1830. године, од зулума. Презиме им је по неком претку, који је био туфекџија (пушкар) у Доброчану. Права слава им је Св. Андрија, а Св. Николу примили од ујака који их је прихватио приликом исељавања из Доброчана.
- Вранчини (1 k., Св. Никола), досељени око 1860. године из Врања, због сиромаштине; овде су били слуге.
- Нојинци (1 k., Св. Никола), досељени из Топонице око 1890. године од зулума.

## Демографија
Насеље има српску етничку већину.
Број становника на пописима:
- попис становништва 1948. године: 703
- попис становништва 1953. године: 736
- попис становништва 1961. године: 766
- попис становништва 1971. године: 743
- попис становништва 1981. године: 591
- попис становништва 1991. године: 577